# Shunpei Yamazaki
Shunpei Yamazaki (jap. 山崎 舜平 Yamazaki Shumpei; ur. 1942) – japoński wynalazca specjalizujący się w informatyce oraz fizyce ciała stałego. Ma na swoim koncie 4 063 patentów w USA.

## Semiconductor Energy Laboratory
Yamazaki jest prezesem oraz głównym udziałowcem spółki Semiconductor Energy Laboratory (SEL) z siedzibą w Tokio. Większość patentów, które należą do SEL, dotyczy wyświetlaczy. Od 1996 SEL jest wymieniane w corocznym zestawieniu Intellectual Property Owners Association, które skupia w sobie spółki posiadające największą ilość patentów:
| Rok  | IPO | Patenty w U.S.A. |
| ---- | --- | ---------------- |
| 1996 | 124 | 90               |
| 1997 | 110 | 97               |
| 1998 | 112 | 127              |
| 1999 | 83  | 184              |
| 2000 | 96  | 155              |
| 2001 | 84  | 209              |
| 2002 | 76  | 246              |
| 2003 | 65  | 273              |
| 2004 | 60  | 336              |
| 2005 | 61  | 292              |
| 2006 | 55  | 405              |
| 2007 | 49  | 413              |
| 2008 | 40  | 468              |
| 2009 | 40  | 545              |
| 2010 | 36  | 734              |
| 2011 | 34  | 761              |